# Universidade Comunista das Minorias Nacionais do Ocidente
A Universidade Comunista das Minorias Nacionais do Ocidente (em russo: KUNMZ - Kommunistichesky Universitet Natsionalnykh Menshinstv Zapada; КУНМЗ - Коммунистический университет национальных меньшинств Запада) foi estabelecida em 28 de novembro de 1921 através de um decreto do Conselho do Comissariado do Povo e era encarregada de formar os quadros partidários das regiões ocidentais da Rússia e osalemães do Volga.
Em 1929-1930 a universidade passou a admitir representantes de partidos comunistas dos países da Europa Central, Escandinávia e Bálcãs, além da Itália. Transformou-se numa escola internacional para a preparação e educação de quadros de reserva dos partidos comunistas "amigos", destinada aos melhores políticos estrangeiros para que participassem de programas especiais de estudo de 2 a 3 anos. Após concluírem os cursos, eles retornavam para trabalhar em seus países de origem. Emigrados políticos que já viviam na URSS, em Moscou, organizavam cursos noturnos para estudar disciplinas especiais, como a história do partidos comunistas de seus países de origem, trabalho de massas e construção partidária. 
Uma instituição semelhante foi a Universidade Comunista dos Trabalhadores do Leste, também conhecida como Universidade do Extremo Oriente, estabelecida em 1921 em Moscou pela Internacional Comunista como uma escola de treinamento para quadros comunistas do mundo colonial. 
A Universidade Comunista das Minorias Nacionais do Ocidente foi dissolvida após a decisão do Comitê Executivo do Secretariado da Internacional Comunista de 7 e 8 de maio de 1936. 

## Ex-alunos
Ex-alunos proeminentes da universidade incluem: 
- Josip Broz Tito, Secretário-Geral (mais tarde Presidente) da Liga dos Comunistas da Iugoslávia (1939–80)
- Edvard Kardelj, líder político comunista esloveno
- Ante Ciliga
- Peder Furubotn
- Arvid G. Hansen
- Jovan Mališić
- Yrjö Sirola
- Heinrich Vogeler